# 2412 Wil
2412 Wil è un asteroide della fascia principale. Scoperto nel 1960, presenta un'orbita caratterizzata da un semiasse maggiore pari a 2,6780087 UA e da un'eccentricità di 0,1505716, inclinata di 7,13627° rispetto all'eclittica.